# Euphyia arida
Euphyia arida là một loài bướm đêm trong họ Geometridae.